# STS-9
STS-9 byla 6. mise amerického raketoplánu Columbia a celkově 9. let v rámci programu Space Shuttle. Jeho cílem byl první let evropské kosmické laboratoře Spacelab uloženého v nákladním prostoru družicového stupně.

## Posádka
- John Young (6), velitel
- Brewster Shaw (1), pilot
- Owen Garriott (2), letový specialista 1
- Robert Parker (1), letový specialista 2
- Ulf Merbold (1), specialista pro užitečné zatížení 1 – ESA
- Byron Lichtenberg (1), specialista pro užitečné zatížení 2

(v závorkách je uveden dosavadní počet letů do vesmíru včetně této mise)

## Příprava na start
Přípravy raketoplánu Columbia na jeho další let začaly přemístěním raketoplánu z Edwardsovy letecké základny, kde přistál po předchozí misi STS-5 na Floridu. V průběhu příprav byly původní motory SSME nahrazeny novým typem, který byl schopen trvale pracovat na 104% výkonu. Při předcházejících letech letěla v Columbii nejvýše čtyřčlenná posádka. Nyní přibyla dvě nové křesla, spací vaky a skříňky na osobní věci kosmonautů. Vzhledem k předpokládané větší spotřebě energie vrostla kapacita palivových baterií o 33% a namísto třech byla Columbia tentokrát vybavena pěti dvojicemi nádrží na kyslík a vodík.
Další konstrukční změny se týkaly přítomnosti Spacelabu: přibyl spojovací tunel s laboratoří a adaptér. První část vědecké laboratoře Spacelab přišla na Kennedyho vesmírné středisko začátkem října 1981. První komplexní zkoušky proběhly v listopadu 1982 a v srpnu 1983 byla laboratoř v hangáru OPF vložena do nákladového prostoru Columbie. Před samotným letem došlo 12. října ke zkušebnímu odpočítávání, po jehož skončení se startovací sestava vrátila do haly VAB, kde byla rozmontována. Po výměně trysky motoru SRB byla sestava opět smontována a 8. listopadu se dostala na startovací rampu, tentokrát již připravena na start. Odpočítávání byla zahájeno 26. listopadu ve stavu T-44 hodin. Po dobu odpočítávání došlo k několika závadám. Odpočítávání však pokračovalo dále a Columbia vzlétla 28. listopadu 1983 přesně na začátku startovacího okna v 16:00 UT.

## Průběh letu

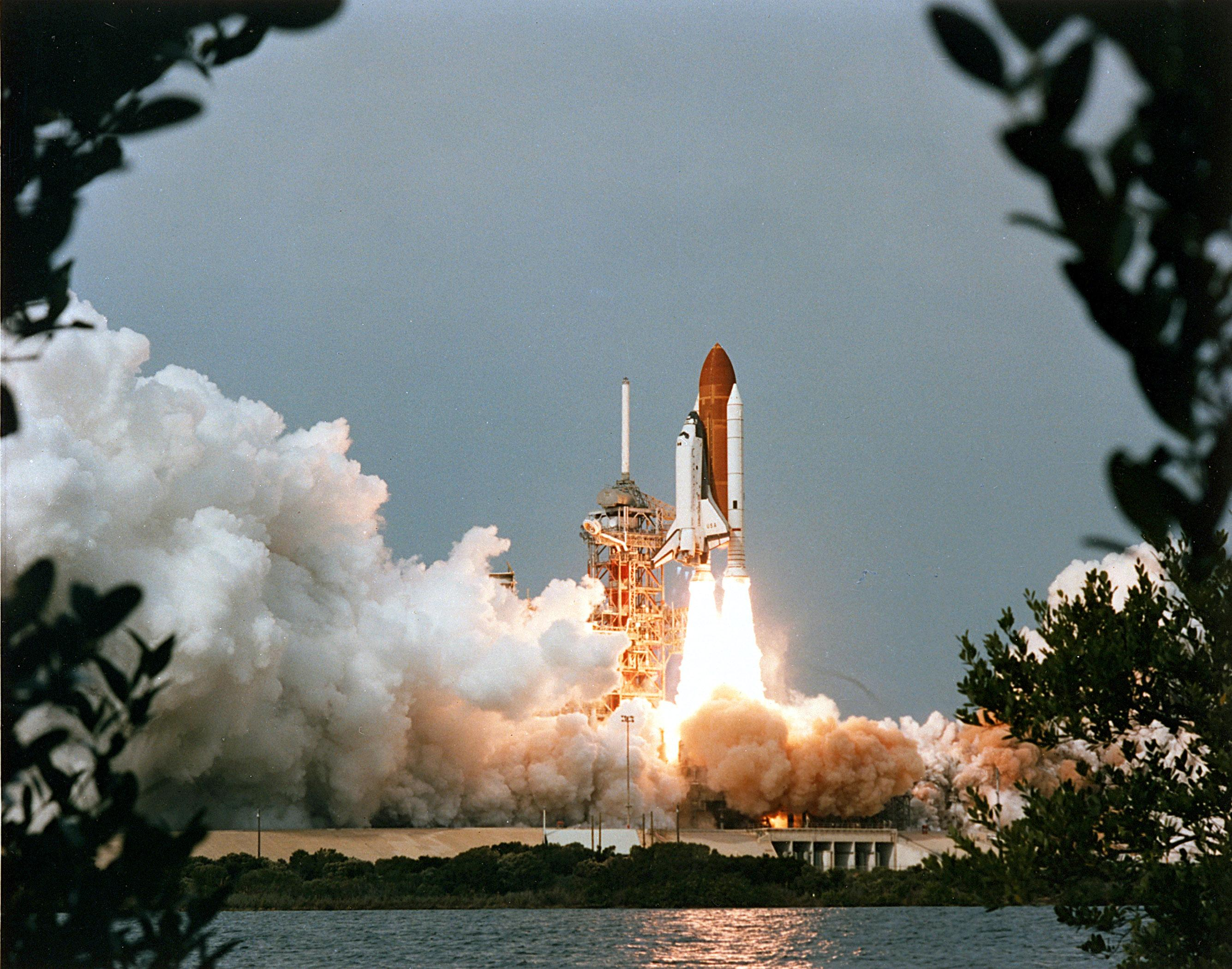
Start raketoplánu

Hlavní motory SSME byly vypnuty v čase T+513. Po odhození nádrže ET Columbia zahájila první manévr za pomoci motorů OMS, čímž se dostala na oběžnou dráhu 83-250 km. Na téměř kruhovou dráhu ve výšce 250 km se dostala druhým manévrem motorů OMS. Po další jemné korekci se raketoplán dostal na dráhu 248-248 km s oběžnou dobou 89,43 minut. Krátce po druhém korekčním manévru došlo k otevření dveří do nákladového prostoru a k aktivaci Spacelabu. Posádka se rozdělila na modrou (Shaw, Garriott a Lichtenberg) a červenou (Young, Parker a Merbold) směnu. Práci zahájila modrá směna, která o 03.42 GET začala zapínat přístroje. Spacelab měl spojení se samostatným vědeckým řídícím střediskem POCC sídlícím ve stejné budově v Houstonu jako řídící středisku MCC.
ESA společně s NASA připravila přibližně 70 experimentů, které se týkaly astronomie, fyziky, pozorování Země, biologie a pokusů na materiálech. Uskutečnilo se například snímkování oblohy v oblastech ultrafialového záření, detailní studium zdrojů rentgenového záření, měření slunečního spektra s rozsahem 170-3200 mm a celkového toku slunečního záření, studium slabých optickým emisí přírodního a umělého původu v atmosféře Země, měření intenzity magnetického pole v okolí raketoplánu, globální studium zemské atmosféry, měření koncentrace vodíku a deuteria v atmosféře za pomoci spektroskopu, vliv kosmického záření na biologické materiály, vliv beztíže na změny imunitního systému, pozorování pohybu kapalin v beztížném stavu a jiné. První den letu se vyskytl problém s elektronickým blokem RAU-21, kterého poruchu se podařilo vyřešit otočením nákladového prostoru do stínu. Další výzkum komplikovalo ještě několik malých poruch. Sedmý až desátý den letu proto posádku kromě pokusů zaměstnávaly též opravy. Jedenáctý den letu se začaly přípravy na přistání a Spacelab byl odpojen. Přes problémy, které si vynutily až 800 změn v průběhu experimentů, se kosmonautům podařilo získat celkem 2×1012 bitů vědeckých údajů, více než 20 miliónů oken televizního záznamu a několik tisíc fotografií.

### Přistání

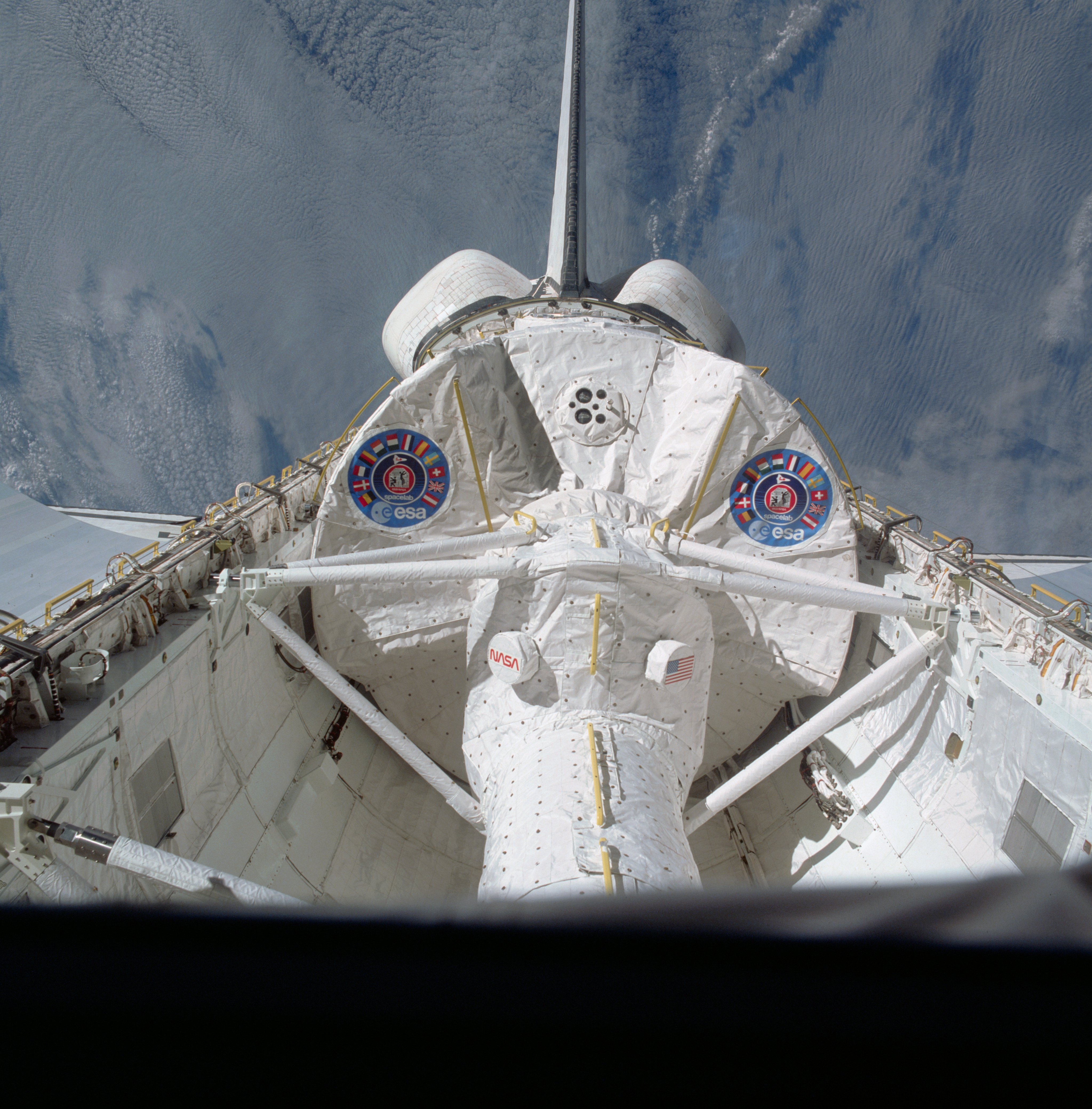
Spacelab v nákladovém prostoru

Při pokusu o přistání došlo k dalšímu vážnému problému. Astronauti seděli na svých místech připraveni na přistání a velitel Young se chystal raketoplán namířit motory OMS proti směru letu. Tento manévr probíhající za pomoci motorů RCS je nutný pro začátek přistávání. Zážeh motorů OMS po otočení raketoplánu těmito motory napřed totiž sníží orbitální rychlost stroje, čímž mu umožní vrátit se do atmosféry. Když dal velitel Young příkaz k zážehu manévrovacích motorů RCS, zážeh se sice uskutečnil, ale ozvala se tupá rána, raketoplán se otřásl a vypadl jeden ze 4 palubních počítačů. Krátce na to vypadla též jednotka IMU. Řídící středisko odvolalo přistání o osm hodin později. Za ten čas proběhly analýzy problému a odstraňování závad. Jeden z počítačů se nakonec podařilo oživit. Druhý pokus o přistání byl už úspěšný, ale také se neobešel bez komplikací. Zážeh motorů OMS se uskutečnil ve 22.55 UT a skončil po 156 sekundách. Columbia opustila oběžnou dráhu a začala klesat k Edwardsově letecké základně v Kalifornii. Zhruba dvě minuty před přistáním došlo k selhání těsnění a úniku hydrazínu ze dvou čerpadel APU. V důsledku toho vznikl na palubě požár, který však posádka Columbie ani nezaregistrovala. Stroj dosedl na přistávací dráhu 17 na základně Edwards AFB v 23.47.23 UT. Asi deset minut po přistání došlo následkem požáru v motorové sekci k výbuchu. Kdyby exploze nastala ještě v době letu, mohlo to posádku Columbie vážně ohrozit.